# Gargela cuprealis
Gargela cuprealis là một loài bướm đêm trong họ Crambidae.